# Пессон, Жерар
Жерар Пессон (фр. Gérard Pesson, 17 января 1958, Тортерон, департамент Шер) — французский композитор.

## Биография
Изучал литературоведение и музыкознание в Сорбонне, затем закончил Парижскую высшую национальную консерваторию, где его педагогами были Бетси Жолас и Иво Малек. Основал журнал современной музыки Entretemps (1986), с этого же времени начал работать для радиостанции France Musique. С 1988 пишет музыку для театра. По стипендии работал во Французской академии в Риме (Вилла Медичи, 1990-1992). Его сочинения заказывают и исполняют такие ансамбли, как Национальный оркестр Лиона, Национальный оркестр Иль-де-Франс, симфонический оркестр Баварского радио, Ensemble Intercontemporain, L’Itinéraire, Klangforum Wien, L’Ensemble Ictus и др.

## Педагогическая деятельность
C 2006 — профессор композиции в Парижской консерватории.

## Избранные сочинения
- Tout doit disparaître для 4-х гобоев, валторны и вибрафона (1985)
- Les Chants Faëz для фортепиано и 11 инструментов (1986)
- Dispositions furtives для двух фортепиано 1988)
- Beau Soir, опера (1988, премия конкурса Opéra autrement)
- Ciel d’orage, опера (1990)
- Le Gel, par jeu для инструментального ансамбля и голоса, на стихи Сандро Пенны (1991)
- Струнный квартет n° 1, «Дышите — не дышите» (1993)
- Récréations françaises, девять багателей для флейты, кларнета, гобоя и струнного трио (1993-1995)
- Purple programme для сопрано, бас-кларнета и перкуссии на стихи Эмили Дикинсон (1994)
- Sur-le-champ для 4 певцов и 8 инструментов (1994)
- Écrit à Qinzhou для чтеца и фортепиано на стихи Ду Фу (1994)
- Mes Béatitudes для фортепиано и струнного трио (1994—1995, премия Академии Шарля Кро)
- Butterfly le nom, лирическая сцена для сопрано, мужского хора и уменьшенного оркестра (1995)
- Sonate à quatre для двух блокфлейт, скрипки и виолончели (1996)
- Kein deutscher Himmel для смешанного хора на стихи Августа фон Платена (1996-1997)
- Бранль из Пуату для фортепиано и 8 инструментов (1997)
- Три этюда для барочного органа (1998)
- Fureur contre informe pour un tombeau d’Anatole для струнного трио на текст Малларме (1998)
- Nebenstück для кларнета и струнного квартета (1998)
- 5 песен для сопрано и 5 инструментов на слова Мари Редонне (1999)
- Forever Valley, опера по одноименному роману Мари Редонне, либретто автора (1999-2000)
- Affuts для 4 перкуссионистов (2001)
- In Nomine для инструментального ансамбля и голоса (2001)
- Aggravations et final для оркестра (2002)
- Contra me (Miserere) для вокального и инструментального ансамбля (2002)
- Cassation для кларнета, струнного трио и фортепиано (2003)
- Preuve par la neige для хора (2004)
- Wunderblock (Nebenstück II) для аккордеона и оркестра (2005)
- Pastorale, опера по роману Оноре д’Юрфе Астрея (2006)
- Panorama, particolari e licenza для контральто, меццо-сопрано и ансамбля (2006)
- Cantate égale pays для голосов, ансамбля и электроники на стихи Дж. М. Хопкинса (2007—2010)
- Струнный квартет n° 2 (2008)
- Rubato ma glissando для ансамбля (2008)
- Presque Puzzle для струнного трио и подготовленного фортепиано (2009)
- Ne pas oublier coq rouge dans jour craquelé (moments Proust) для скрипки, виолончели и фортепиано (2010)
- Ravel à son âme для оркестра (2011)
- No-Ja-Li, интерлюдия Дебюсси для фортепиано (2011)
- Etant l’arrière son для флейты, кларнета, арфа, скрипки и виолончели (2011)
- Future is a faded song для фортепиано и большого оркестра (2012)

## Дискография
- Dispositions furtives

La Lumière n’a pas de bras pour nous porter — Vexierbilder II — Vexierbilder Rom — Butterfly’s note book — Pièces pour piano (3) — Petites études mélancoliques (3) — Dispositions furtives — Folies d’Espagne — Musica Ficta — Excuse my dust

Alfonso Alberti (piano)

1 CD Col Legno CD20285
- Aggravations et final

Rescousse — Vexierbilder II — Aggravations et final — Cassation — Wunderblock (Nebenstück II)

Teodoro Anzellotti (accordéon), Hermann Kretschmar (piano), WDR Sinfonieorchester Köln, Lucas Vis (direction), Johannes Kalitzke (direction), Ensemble Modern, Brad Lubman (direction)

1 CD æon AECD0876
- Mes béatitudes

Mes béatitudes — Nebenstück — Fureur contre informe — Récréations françaises — Cinq Chansons — Bruissant divisé — Rebus

Ensemble Recherche

1 CD æon AECD0206
- Forever Valley

J. Henry, Ensemble vocal et instrumental, V. Leterme

1 CD Assai 222 322
- Le Gel par jeu

Cinq poèmes de S. Penna — Nocturnes en Quatuor — Sur-le-champ

Ensemble Fa, Dominique My, Quatuor Parisii

1 CD Accord 465 798-2

## Тексты
- Cran d’arrêt du beau temps, дневник (2004)

## Признание
Премия Фонда принца Монакского (1996). Музыкальная премия Берлинской академии искусств (2007) и др. премии.